# 長崎県道124号大里森山肥前長田停車場線
長崎県道124号大里森山肥前長田停車場線（ながさきけんどう124ごう おおさともりやまひぜんながたていしゃじょうせん）は、長崎県諫早市を通る一般県道である。

## 概要
諫早市松里町から諫早市長田町に至る。
森山郵便局付近 - 森山駅前までは、道幅は非常に狭く、対向車（特にバスなどの大型車両）との往来は困難を極める。
尾崎交差点 - 肥前長田駅前間は道幅は広く、国道207号から国道57号間を通る道として市内中心部まで行かなくて済むため、多くの車両がこの道を利用するため、朝夕の交通渋滞が激しい。

### 路線データ
- 起点：長崎県諫早市松里町（長崎県道55号有喜本諫早停車場線交点）
- 終点：長崎県諫早市長田町（長田交差点、国道207号交点）
- 総延長：9.8 km

## 路線状況

### 重複区間
- 国道57号・国道251号（諫早市森山町下井牟田・森山駅前交差点 - 諫早市小野町・尾崎交差点）

### 道路施設

#### 橋梁
- 井牟田橋（二反田川、諫早市）
- 不知火橋（本川、諫早市）

## 地理

### 通過する自治体
- 諫早市

### 交差する道路
| 交差する道路                                 | 交差する場所   | 交差する場所      |
| -------------------------------------------- | -------------- | ----------------- |
| 長崎県道55号有喜本諫早停車場線               | 松里町         | 起点              |
| 国道57号 重複区間起点 国道251号 重複区間起点 | 森山町下井牟田 | 森山駅前交差点    |
| 国道57号 重複区間終点 国道251号 重複区間終点 | 小野町         | 尾崎交差点        |
| 国道207号 / 長田バイパス                     | 長田町         |                   |
| 長崎県道184号諫早多良岳線                    | 長田町         |                   |
| 国道207号                                    | 長田町         | 長田交差点 / 終点 |

### 交差する鉄道
- 島原鉄道線

### 沿線
- 諫早市立森山中学校
- 諫早市立森山西小学校
- 森山郵便局
- 諫早市立小野中学校
- 諫早ゆうゆうランド干拓の里
- 島原鉄道線
  - 森山駅 - 干拓の里駅
- 長田郵便局
- JR九州長崎本線 肥前長田駅